# Escorca
Escorca ist eine Gemeinde auf der spanischen Baleareninsel Mallorca in der Region (Comarca) Serra de Tramuntana. Sie ist die einzige Gemeinde Mallorcas, die keinen eigentlichen Ortskern aufzuweisen hat. Das Einzige, das an eine bewohnte Gegend erinnert, sind die Bauten um den großen Platz in Lluc und das kleine Örtchen Sa Calobra.
Die Gemeinde Escorca hat 203 Einwohner (Stand: 2024) auf einer Fläche von 139,33 km². Dies entspricht 1 Einwohner pro km². Im Jahr 2006 betrug der Ausländeranteil 3,3 % (10 Personen), der Anteil deutscher Einwohner 0,3 % (1 Person). Amtssprachen sind Katalanisch und Spanisch (Kastilisch). Der auf der Insel gesprochene katalanische Dialekt wird Mallorquí genannt.

## Geografie

### Geografische Lage
Escorca liegt an der Nordwestküste Mallorcas in den Bergen der Serra de Tramuntana, etwa 47 Kilometer nördlich der Inselhauptstadt Palma. Durch das Gemeindegebiet verläuft die Ende Juli 1961 eröffnete Landstraße MA-10 von Sóller nach Pollença. Bei Lluc zweigt die Straße MA-2130 in Richtung Inca ab. Bekannt ist Escorca aber für die etwa 14 Kilometer lange Serpentinenstraße MA-2141, die von der MA-10 bis hinunter an die Küste bei Sa Calobra einen Höhenunterschied von etwa 800 Metern überwindet.
Die Gemeinde besitzt einen Anteil an der Nordwestküste Mallorcas etwa von Punta de Cala Roja bis Es Musclos de ses Cordes. Dieser Küstenabschnitt ist geprägt durch steil aufragende Felswände mit spektakulären Buchteinschnitten, in denen die Sturzbäche (Torrents) die häufig starken Regenfälle des Gebirges ins Meer ableiten.

### Nachbargemeinden
Im Südwesten grenzen die Gemeinden Fornalutx, Sóller und Bunyola an das Gemeindegebiet von Escorca. Sie gehören wie auch die nordöstlich angrenzende Gemeinde Pollença und auch Escorca selbst zur Region Serra de Tramuntana. Südöstlich grenzt die Region Raiguer mit den Gemeinden Alaró, Mancor de la Vall, Selva und Campanet an das Gebiet von Escorca.

### Gemeindepartnerschaft
Es besteht eine Partnerschaft mit der Gemeinde Forstinning.

### Gemeindegliederung
Zur Gemeinde Escorca gehören die Orte Sa Calobra - Cala Tuent, Escorca und Lluc. Die Bewohner dieser Ortschaften nennen sich in der mallorquinischen Heimatsprache „calobrí“, „tuenter“ und „lluquer“ (die weiblichen „calobrina“, „tuentera“ und „lluquera“).
- Cala Tuent (40 Einwohner)
- Escorca (132 Einwohner)
- Lluc (59 Einwohner)
- Port de sa Calobra (45 Einwohner)

Die Einwohnerzahlen in Klammern stammen vom 1. Januar 2007. Die Angaben für Escorca beziehen die „verstreut“ lebende Bevölkerung mit ein. (Quelle: INE)

### Naturraum und Kulturlandschaft

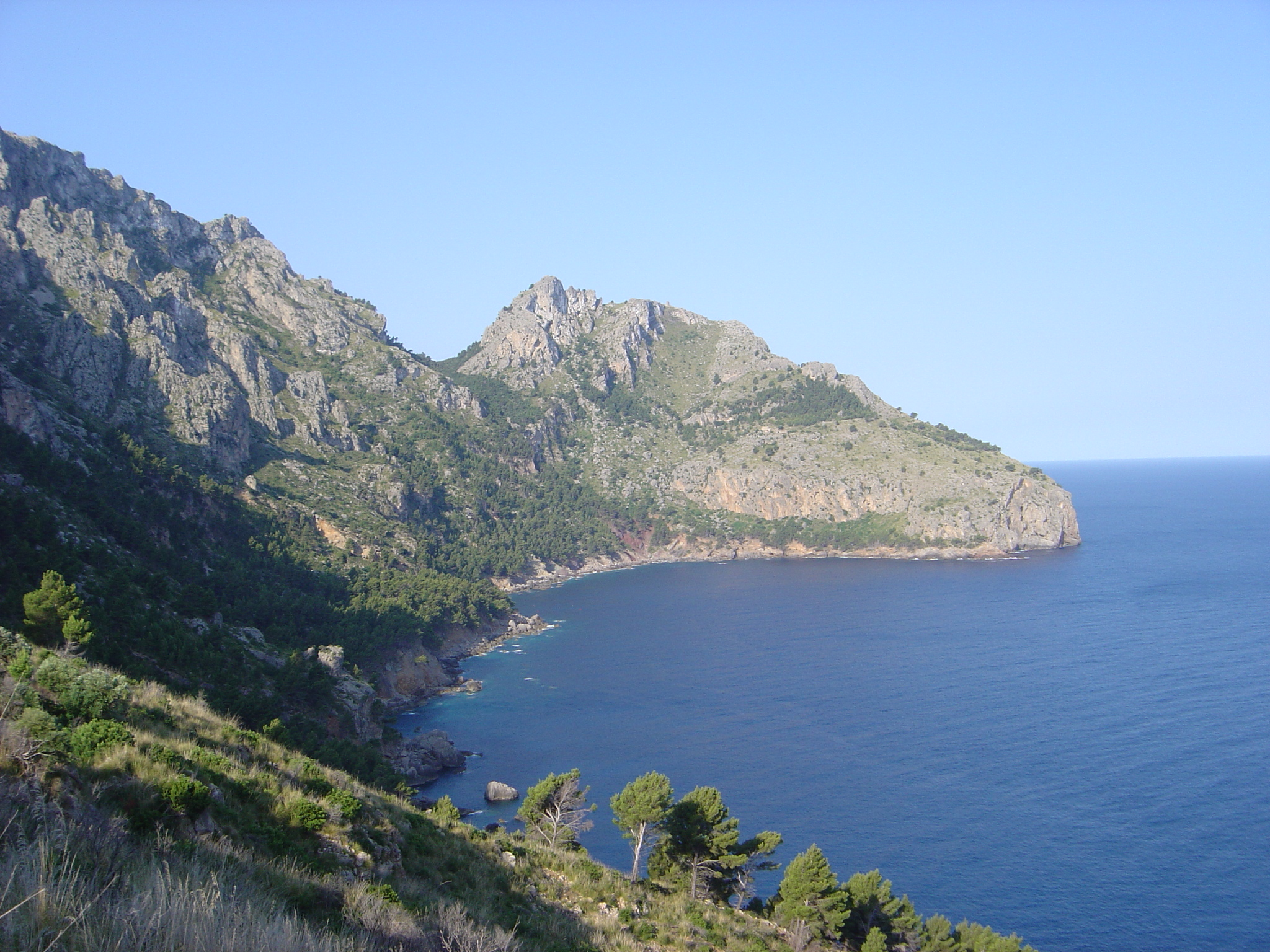
Felsküste von Escorca

Escorca nimmt den mittleren Teil des Gebirgszuges der Serra de Tramuntana ein, einem Landschaftsgut von höchstem Wert. In der Vielzahl kalkhaltiger Grundstücke hat das Regenwasser weitläufige „Pflugscharen“ gebildet, mit Felsen, deren Furchen bizarre Formen ergeben. Die Sturzbäche haben tiefe Wasserleitungen ausgehöhlt, wie zum Beispiel den Torrent de Pareis, sa Fosca, Torrent de Lluc oder den Torrent des Guix al Salt de la Bella Dona. In dieser Gegend befinden sich auch spektakuläre Höhlen wie zum Beispiel die Cova de sa Campana oder die Cova de ses Bruixes sowie andere unterirdische Formationen.

Panorama von Escorca bei Lluc

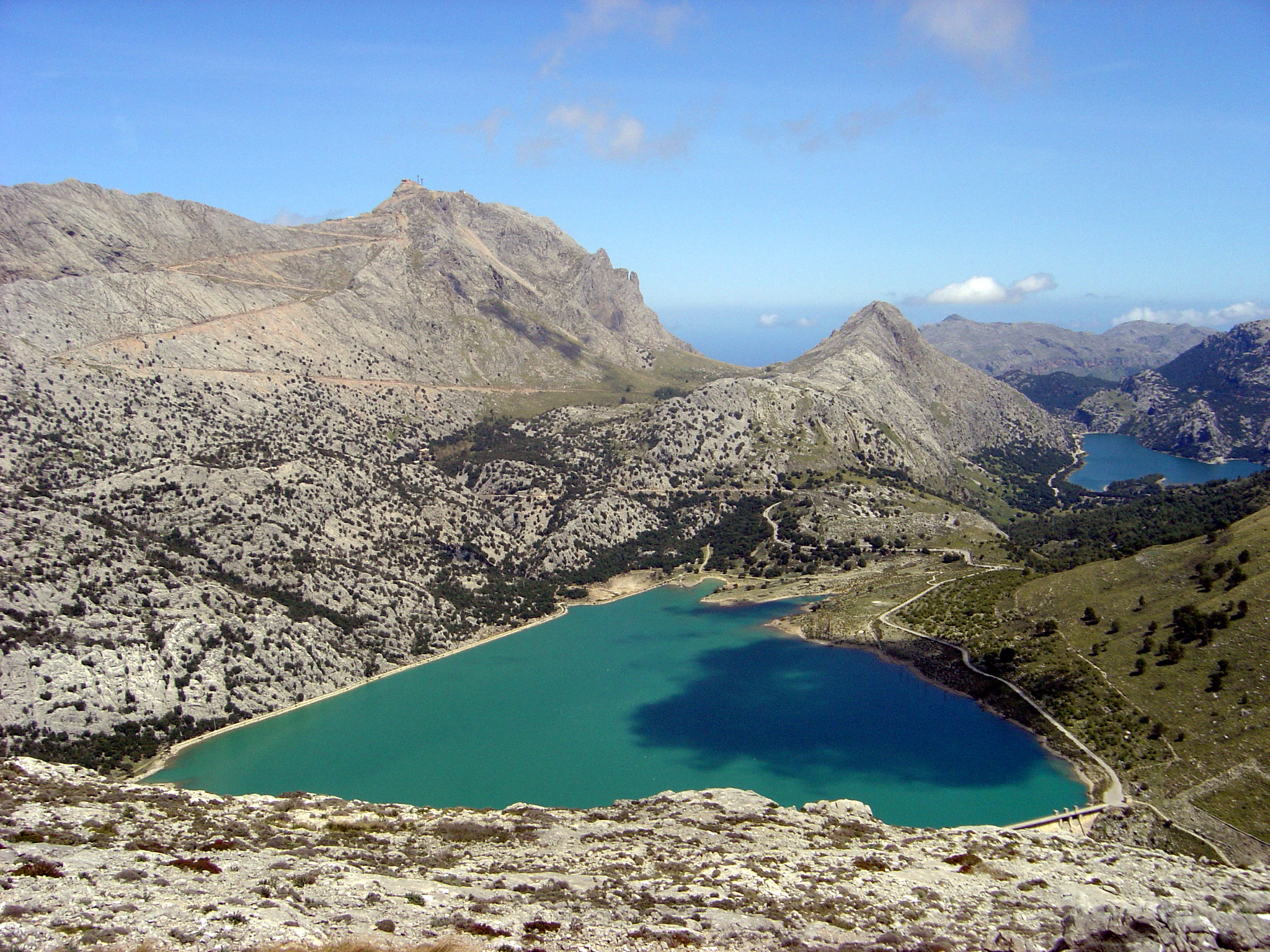
Stauseen Cúber und Gorg Blau am Puig Major

Fauna und Flora sind bedeutsam in dieser Gegend, unter anderem aufgrund des großen Bestandes an Steineichen. Besondere botanische Bedeutung erlangen die Pflanzen, die auf dem Gipfel des Tramuntana-Gebirges verwurzelt sind. So finden sich hier kleine Eibenwälder und riesige Rasenflächen, die die Täler bedecken, wie auch das Dickicht an den Hängen.
Das ländliche Leben basiert auf dem Betrieb der großen Besitztümer mit den großen Herrenhäusern wie Binifaldó, Albarca, ses Tosses, Mortitx, Turixant oder Mossa, von denen einige sogar noch einen Aussichtsturm haben, der ehemals der Überwachung diente. Andere Kunstschätze dieser Gemeinde sind die Schneehäuser, die in großer Zahl in Gipfelnähe zu finden sind und die Wachttürme, die das Küstengebiet beschützten, wie na Seca, Morro de Tuent, sa Calobra und Torre de Lluc.
Die „geistliche Architektur“ ist vertreten durch die Kirche Sant Pere d´Escorca und die Kapelle Sant Llorenç de Tuent. Herausragend ist aber insbesondere der Komplex des Klosters Lluc.
Im Gemeindegebiet befinden sich die höchsten Berge Mallorcas:
- Puig Major (1445 Meter)
- Puig de Massanella (1365 Meter)
- Puig Tomir (1103 Meter)
- Puig Roig (1003 Meter)

### Klima
Die mittleren Niederschläge betragen in diesem Gebiet 1.200–1.300 Liter pro Quadratmeter im Jahresdurchschnitt, wobei im Oktober mit ca. 145 Litern pro Quadratmeter die meisten Niederschläge fallen. Die regenärmste Zeit ist im Juli mit nur ca. 13 Litern. In den Wintermonaten fällt auch in den Höhenlagen Schnee.
|                        | Jan   | Feb  | Mär   | Apr   | Mai   | Jun  | Jul   | Aug   | Sep  | Okt   | Nov   | Dez  |   |         |
| Mittl. Temperatur (°C) | 6,2   | 7,4  | 9,1   | 10,3  | 13,6  | 20,3 | 21,7  | 20,4  | 18,1 | 15,2  | 11,9  | 9,6  | ⌀ | 13,7    |
|                        |       |      |       |       |       |      |       |       |      |       |       |      |   |         |
| Niederschlag (mm)      | 164,2 | 23,3 | 209,7 | 277,5 | 190,4 | 31,8 | 198,2 | 213,8 | 58,5 | 129,8 | 259,7 | 91,2 | Σ | 1.848,1 |

|  |

|  |

|  |

|  |

|  |

|  |

|  |

|  |

|  |

|  |

|  |

|  |

|  |

|  |

|  |

|  |

|  |

|  |

|  |

|  |

|  |

|  |

|  |

|  |

| N i e d e r s c h l a g | 164,2 | 23,3 | 209,7 | 277,5 | 190,4 | 31,8 | 198,2 | 213,8 | 58,5 | 129,8 | 259,7 | 91,2 |
|                         | Jan   | Feb  | Mär   | Apr   | Mai   | Jun  | Jul   | Aug   | Sep  | Okt   | Nov   | Dez  |

## Geschichte
- Der Ursprung des Ortsnamens Escorca soll vom primitiven römischen Wort „skulka“, d. h. „Ort der Wache“ abstammen.

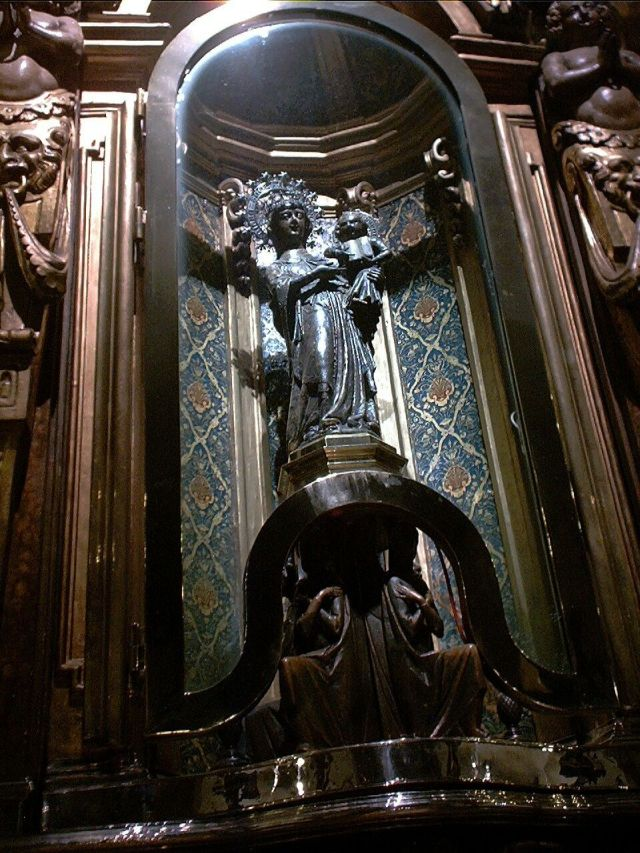
Schwarze Madonna

- Geschichte der schwarzen Madonna. Nach der Reconquista, als die Christen unter Jaume I. Mallorca zurückerobert hatten, verlor ein arabisches Ehepaar seinen Hof in Bergen der Tramuntana an die neuen Herrscher. Um überleben zu können, wechselten sie zum christlichen Glauben und ließen ihre Kinder taufen. Der kleine Lukas (mallorqui: Lluc) war für die Ziegen und Schafe als Hirte zuständig. Eines Tages nahm Lluc im Gestrüpp des Massis ein seltsames Leuchten wahr. Neugierig pirschte er sich heran und entdeckte eine kleine Marienfigur. Er war erstaunt, denn die Figur hatte die gleiche dunkle Hautfarbe wie er. Aufgeregt brachte er die Madonna zum Pfarrer der Kirche Sant Pere von Escorca. Als sich am nächsten Tag die Kunde mit dem Tramuntana-Wind verbreitete, kamen alle Gläubigen, um das Wunder zu sehen. Aber sie war verschwunden. Am selben Tag noch fand Lluc die Figur an gleicher Stelle wie zuvor wieder. Er brachte sie erneut zurück, der Pfarrer stellte die schwarze Madonna wieder in den Erker, um am nächsten Tag erneut festzustellen, dass sie wieder verschwunden war. Sehr oft wiederholte sich das Spiel, bis dem Pfarrer ein Gedanke kam: Die schwarze Madonna wollte dort bleiben, wo Lluc sie entdeckt hatte. Zu Ehren der Madonna der Minderheiten wurde an der Stelle eine Kapelle errichtet. Der heutige Wallfahrtsort, die Einsiedelei Nostra Senyora de Lluc, wurde im Jahre 1260 mit der Grundsteinlegung errichtet und wird heute von Mönchen des Heiligen Herzens bewirtschaftet.

- Der Name Templer - Orden der armen Ritter Christi - spielte in der Geschichte der Gemeinde eine große Rolle. Unter Jaume I. war dieser Orden 1229 an der christlichen Invasion der Insel Mallorca beteiligt. Als Dank für die gelungene Eroberung erhielten die Templer neben 525 Pferden und mehr als 359 Stadt- und Herrenhäusern die beträchtlichen Ländereien in Escorca, Montuïri und Pollença, wo sie sich festsetzten und nun eine Position einnahmen, die mindestens mit der einer heutigen Gemeindeverwaltung vergleichbar ist.

| Jahr      | 1842 | 1877 | 1887 | 1900 | 1910 | 1920 | 1930 | 1940 | 1950 | 1960 | 1970 | 1981 | 1991 | 2001 | 2011 |
| --------- | ---- | ---- | ---- | ---- | ---- | ---- | ---- | ---- | ---- | ---- | ---- | ---- | ---- | ---- | ---- |
| Einwohner | 219  | 217  | 250  | 296  | 319  | 277  | 292  | 286  | 359  | 280  | 150  | 182  | 210  | 257  | 284  |

## Kultur und Sehenswürdigkeiten

### Museen
- Museum Museu de Lluc: mit Funden aus den Höhlen im Gebiet Escorca (Prehistòria), Keramik, Zeichnungen, Gemälde usw.

### Bauwerke

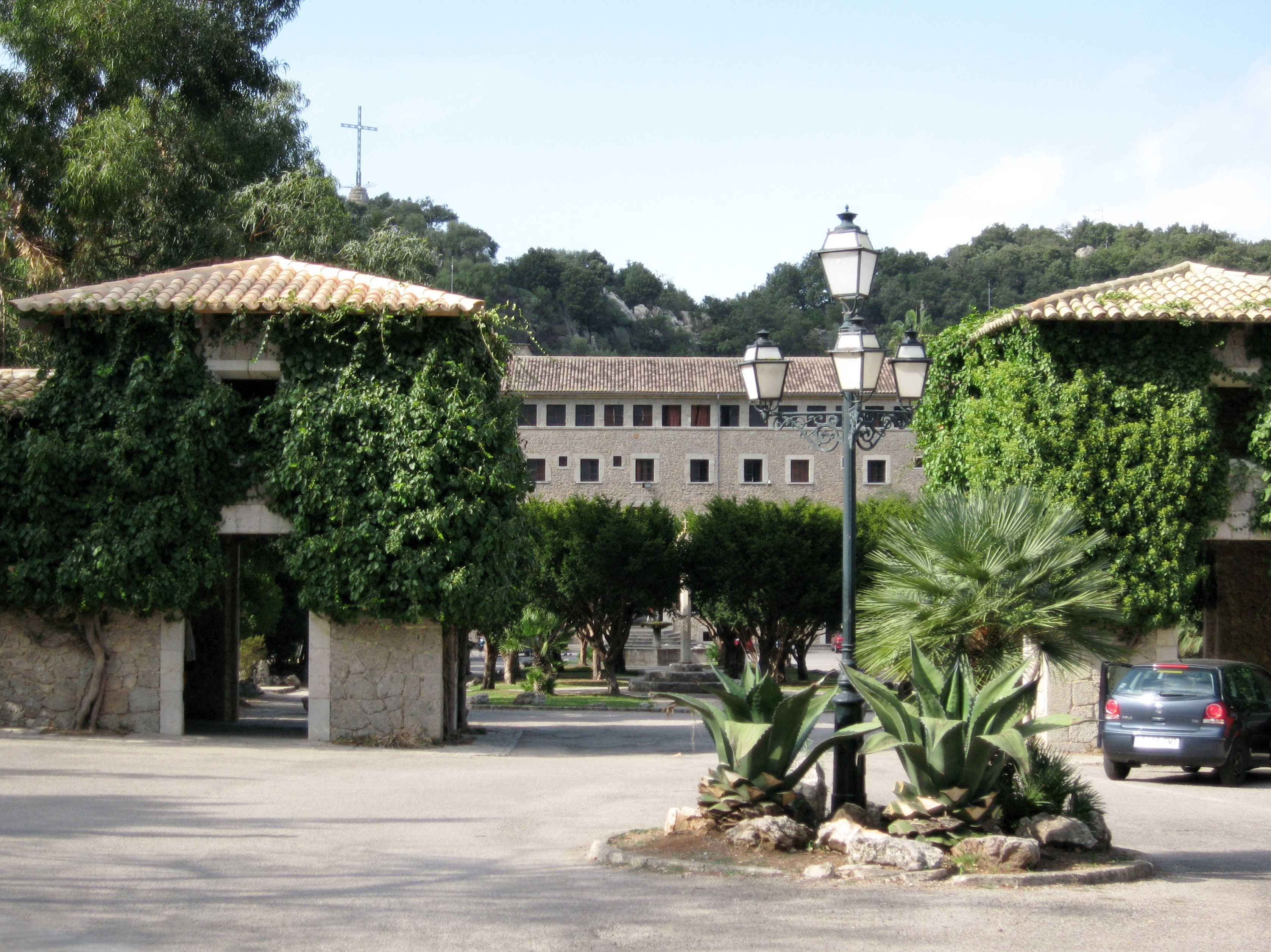
Santuari de Lluc

- Santuari de Lluc, Heiligtum und Wallfahrtsort aus dem 13. Jahrhundert
- Herrenhäuser Binifaldó, Albarca, Ses Tosses, Mortitx, Turixant und Mossa

### Naturdenkmäler
- Torrent de Pareis
- Sa Calobra
- Cala Tuent

### Wanderungen

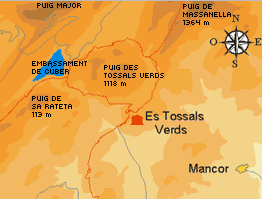
Lage Berghütte Tossals Verds

Das Gebiet von Escorca ist idealer Ausgangspunkt für zahlreiche Bergwanderungen.
Die Berghütte Tossals Verds, Eigentum vom Consell de Mallorca, ist dazu bestimmt, die Wanderpraxis in allen ihren Modalitäten zu erleichtern und die Erziehungs- und Erforschungsaktivitäten des Gebirges zu fördern. Die Hütte, im Herzen der Serra de Tramuntana 540 Meter hoch am Fernwanderweg GR 221 gelegen, steht jedermann  gegen ein kleines Entgelt zur Nutzung zur Verfügung. Von dort kann man die Schneehäuser des Tramuntana-Gebirges erkunden.

### Feste
- Sant Pere am 29. Juni
- Sant Llorenç am 10. August
- Concert Coral (Chor Konzert) am zweiten Sonntag im Juli
- Diada de Lluc am zweiten Sonntag im September

## Wirtschaft und Infrastruktur

### Bildung
Ein Teil der Bevölkerung der Gemeinde Escorca hat keine Schulbildung (ca. 42 Personen). Grundschulbildung haben ca. 72 Personen und etwa 43 Personen besitzen die Mittlere Reife. Ungefähr 7 Personen haben Berufsausbildungen unterschiedlichen Grades. Mit Gymnasialabschluss gibt es in der Region Escorca ca. 13 Personen und ca. 6 mit einem mittleren Universitätsabschluss. Etwa 8 Personen tragen einen höheren akademischen Titel.